# Hullbridge
Hullbridge är en by och en civil parish i Rochford i Essex i England. Orten har 6 445 invånare (2001).